# Pierre Mansat
 (novembre 2014).
Pierre Mansat, né le 13 décembre 1954 à Senlis (Oise), est conseiller de Paris et adjoint PCF au maire de Paris chargé de Paris Métropole et des relations avec les collectivités territoriales d'Île-de-France entre 2001 et 2014.

## Biographie
Il s'engage très tôt en politique, rejoignant la Jeunesse communiste en 1968 puis le Parti communiste français en 1972. Il arrive à Paris depuis Montluçon en 1974, et débute dans la vie professionnelle comme agent de la poste. Il travaillera pendant quinze ans au centre de tri de la Gare Saint-Lazare. Sa formation continue lui permet d'obtenir un diplôme de Sciences Po Paris (Executive Master "Gestion Publique") et de devenir cadre. Il se désengage du soutien à l'URSS en 1981, à l'issue d'un voyage en Russie. Il devient en 1989 secrétaire de la section du 20e arrondissement de la fédération de Paris du PCF. Les élections municipales du 18 juin 1995 qui font basculer à gauche l'arrondissement en question font de lui un conseiller de Paris. En 1999, il crée le réseau Paris Métropole ouverte.
Le 18 mars 2001 marque l'arrivée de la gauche à la Mairie de Paris. Pierre Mansat est réélu conseiller de Paris et élu maire adjoint. L'intérêt qu'il porte aux relations Paris-banlieue lui vaut la délégation des relations avec les collectivités territoriales d'Île-de-France. Bertrand Delanoë le charge alors d'ouvrir Paris sur sa banlieue. Son travail pendant ce premier mandat porte notamment sur la couverture du périphérique, la création du tramway et l'impulsion de nouvelles relations entre la capitale et les villes voisines. Elles se traduiront par des chartes de coopération. Il initie la création de la Conférence Métropolitaine dont la première réunion se tiendra en juillet 2006 à Vanves. Elle réunit 53 collectivités. À la suite des Assises de la Métropole (juin 2008), la Conférence Métropolitaine se structure en un Syndicat mixte d'études : Paris Métropole.
Bertrand Delanoë de nouveau maire en 2008, reconduit Pierre Mansat (réélu conseiller de Paris le 16 mars 2008) dans cette responsabilité des relations avec les collectivités territoriales d'Île-de-France, responsabilité qui est étendue au projet Paris Métropole. En mars 2010, il quitte le PCF et écrira que l'attitude de Ian Brossat, qui ne manifeste aucun intérêt pour le grand Paris, n'est pas pour rien à son départ. Le 7 juin 2011, Pierre Mansat est élu président de l'Atelier international du Grand Paris. Il est réélu en 2014.L'AIGP est dissout en 2017.
En 2014, Anne Hidalgo, maire de Paris, l'a nommé inspecteur général de la Ville de Paris chargé d'une mission sur le Grand Paris. À ce titre, il a suivi et travaillé sur les lois MAPTAM et NOTRe et a participé à la création de la Métropole du Grand Paris le 1er janvier 2016.

## Activités
Il a joué un rôle auprès d'une soixantaine de collectivités réunies au sein de la Conférence métropolitaine, et dans les projets de la couronne (tramways, couverture du périphérique, renouvellement urbain du Nord-Est, des bois de Boulogne et de Vincennes, de Saint-Denis, travaux des canaux de l'Ourcq).[réf. nécessaire] Il est devenu, dans ce contexte, directeur de publication d'un magazine municipal, Extramuros, publiant des articles d'un collège d'architectes, sociologues, syndicalistes, urbanistes, historiens, universitaires, chercheurs et élus. Extra Muros s'est transformé en 2013 en Cahiers de la Métropole (5 numéros publiés). Il a également participé à de nombreux colloques en France et à l'étranger, où il a notamment représenté le SIAAP.
En parallèle de ces activités, Pierre Mansat a occupé simultanément ou successivement plusieurs responsabilités :
- président du Conseil d'architecture, d'urbanisme et d'environnement de la Ville de Paris ; CAUE75
- administrateur du Syndicat des transports d'Île-de-France ;
- vice-Président du Syndicat interdépartemental pour l'assainissement de l'agglomération parisienne ;
- vice-président de l’Atelier parisien d'urbanisme ;
- vice-Président de l’Institution interdépartementale des barrages réservoirs du bassin de la Seine ;
- vice-Président de l’Office des congrès et du tourisme de Paris.

Il a participé à des associations et des organisations tels que l'Association pour un contrat mondial de l’eau, qui milite pour le droit à l’eau, le Sommet mondial de Johannesburg, et le Forum alternatif de l’eau à Florence. cofondateur du réseau Démocratiser Radicalement la démocratie (DRD à partir des budgets participatifs de Porto Alegre au Brésil)
Par ailleurs, Pierre Mansat a participé aux conseils d'administration des collèges Lucie Faure et Robert Doisneau (20e), ainsi qu’aux conseils d’école de la maternelle et de l’élémentaire Rue du Clos (20e).

## Publications
- Avec Christian Lefèvre, Ma vie rouge, Meurtre au Grand Paris, Presse universitaire de Grenoble, coll. Engagement, avril 2021, 180 p.

## Distinctions
- Chevalier de la Légion d'honneur (2011).